# Bellariastraße

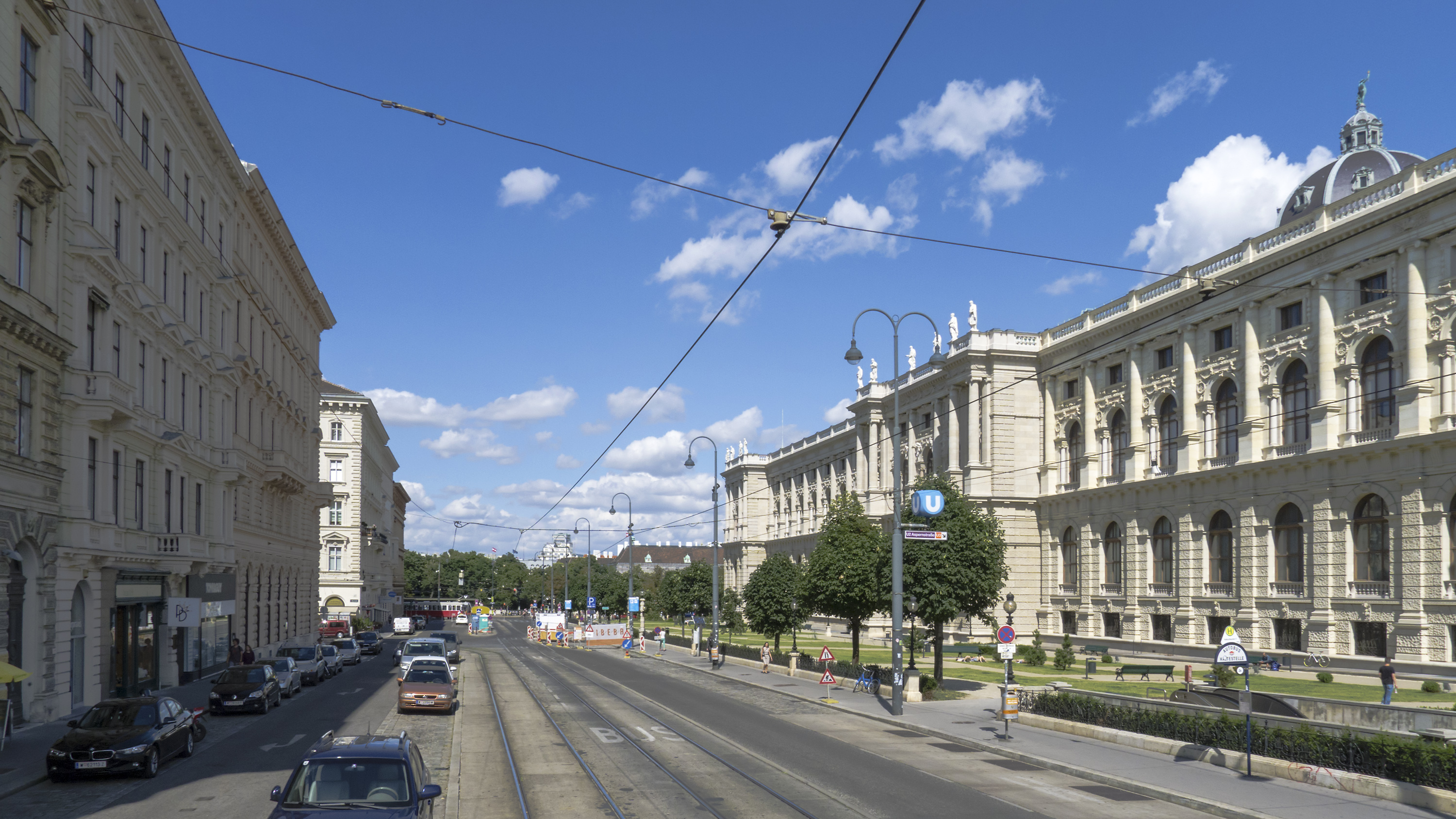
Die Bellariastraße Richtung Nordosten, im Hintergrund die Ringstraße und der Volksgarten, rechts das Naturhistorische Museum

Die Bellariastraße befindet sich im 1. Wiener Gemeindebezirk Innere Stadt. Sie wurde 1869 nach einem ehemaligen Vorbau der Hofburg namens Bellaria benannt.

## Geschichte
Die Gegend der heutigen Bellariastraße gehörte im Mittelalter zur Vorstadt vor dem Widmertor. Nach der Errichtung der Wiener Stadtmauer befand sich hier seit dem 16. Jahrhundert die unverbaute Fläche des Glacis. Da die Befestigungen im Laufe der Zeit militärisch keinen Sinn mehr hatten, wandelte sich das Glacis zu einem Naherholungsgebiet, und wurde Mitte des 19. Jahrhunderts gänzlich beseitigt. Dem Abriss der Stadtmauern zwischen 1861 und 1863 folgte an deren Stelle 1865 die Errichtung der Wiener Ringstraße und die Neugestaltung und Verbauung der umliegenden Zonen. Im Zuge dessen entstand auch die 1869 eröffnete Bellariastraße. Ihren Namen erhielt sie von einem Vorbau der Hofburg, der ein Plateau bildete, über das man mit Wagen direkt vor die kaiserlichen Wohnräume vorfahren konnte. In gerader Linie von diesem ehemaligen Bauwerk, jenseits der Ringstraße, befindet sich die Bellariastraße.

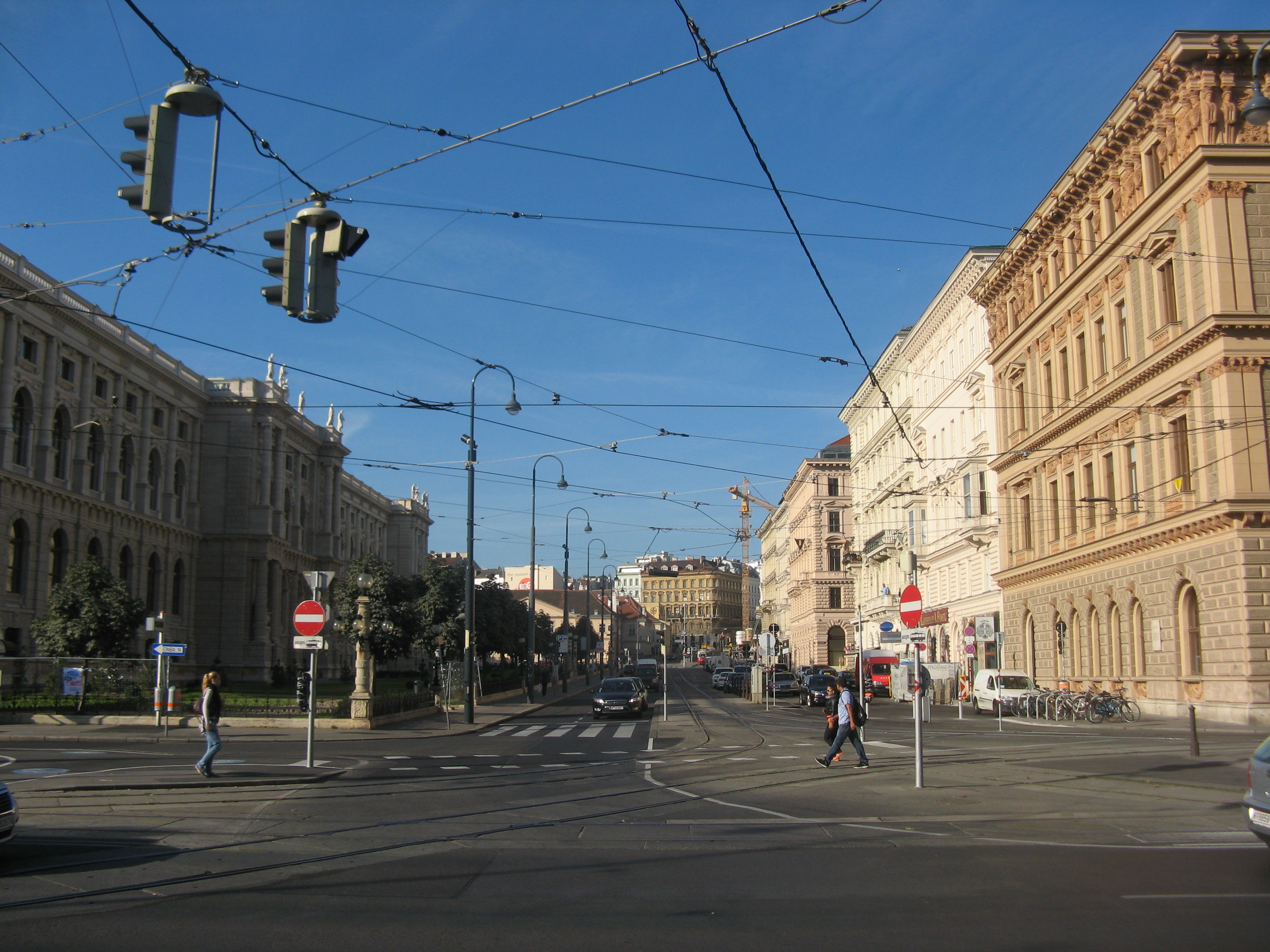
Bellariastraße vom Ring aus, links das Naturhistorische Museum, rechts das Palais Epstein

## Lage und Charakteristik
Die Bellariastraße verläuft hinter dem Naturhistorischen Museum von der Ringstraße, wo sie die Grenze zwischen Burgring und Dr.-Karl-Renner-Ring bildet, in südwestlicher Richtung bis zur ehemaligen Lastenstraße, heute Zweierlinie genannt, wo wiederum die Grenze zwischen Museumsplatz und Museumstraße verläuft. Jenseits davon setzt sich die Bellariastraße im Arthur-Schnitzler-Platz bzw. in der Burggasse fort.
Obwohl die Straße sehr breit ist, wurde sie so gestaltet, dass Durchzugsverkehr für Autos nur sehr eingeschränkt möglich ist, nämlich nur in Richtung zur Ringstraße auf einer Fahrspur. Die andere Fahrtrichtung ist von der Mitte der Bellariastraße ab der Hansenstraße befahrbar, das andere Teilstück bis zum Ring bildet eine Sackgasse und dient lediglich der Zufahrt. In der Mitte der Bellariastraße befinden sich die Gleisanlagen für die Straßenbahnlinien 46 und 49, die bei der Ringstraße vor dem Palais Epstein, dem ehemaligen Stadtschulratsgebäude, ihre Endstationen haben. Hier fährt ebenfalls die Autobuslinie 48A sowie die Linie 2A. Unter der Bellariastraße befindet sich die U-Bahn-Station Volkstheater der Linie U3. Da die auf der Ringstraße verkehrenden Straßenbahnlinien bei der Bellariastraße ihre Haltestellen haben und am anderen Ende die U-Bahn-Linie U2 ebenfalls eine Station besitzt, bildet die Bellariastraße für den öffentlichen Verkehr eine sehr wichtige Umsteigezone. Der Fußgängerverkehr wird in erheblichem Ausmaß von Touristen gebildet. Neben dem Naturhistorischen Museum können Touristenbusse halten, zahlreiche Sehenswürdigkeiten, Museen und das Volkstheater liegen in unmittelbarer Nähe.
Die Verbauung ist wegen der planmäßigen Anlage der Straße einheitlich im historistischen Stil gestaltet; alle Bauwerke hier stehen unter Denkmalschutz. An der dem Naturhistorischen Museum gegenüberliegenden Seite befinden sich mehrere Restaurants und Kaffeehäuser, aber auch einige Geschäfte. Dem Museum vorgelagert ist eine Grünzone.

## Gebäude

### Nr. 1 Naturhistorisches Museum

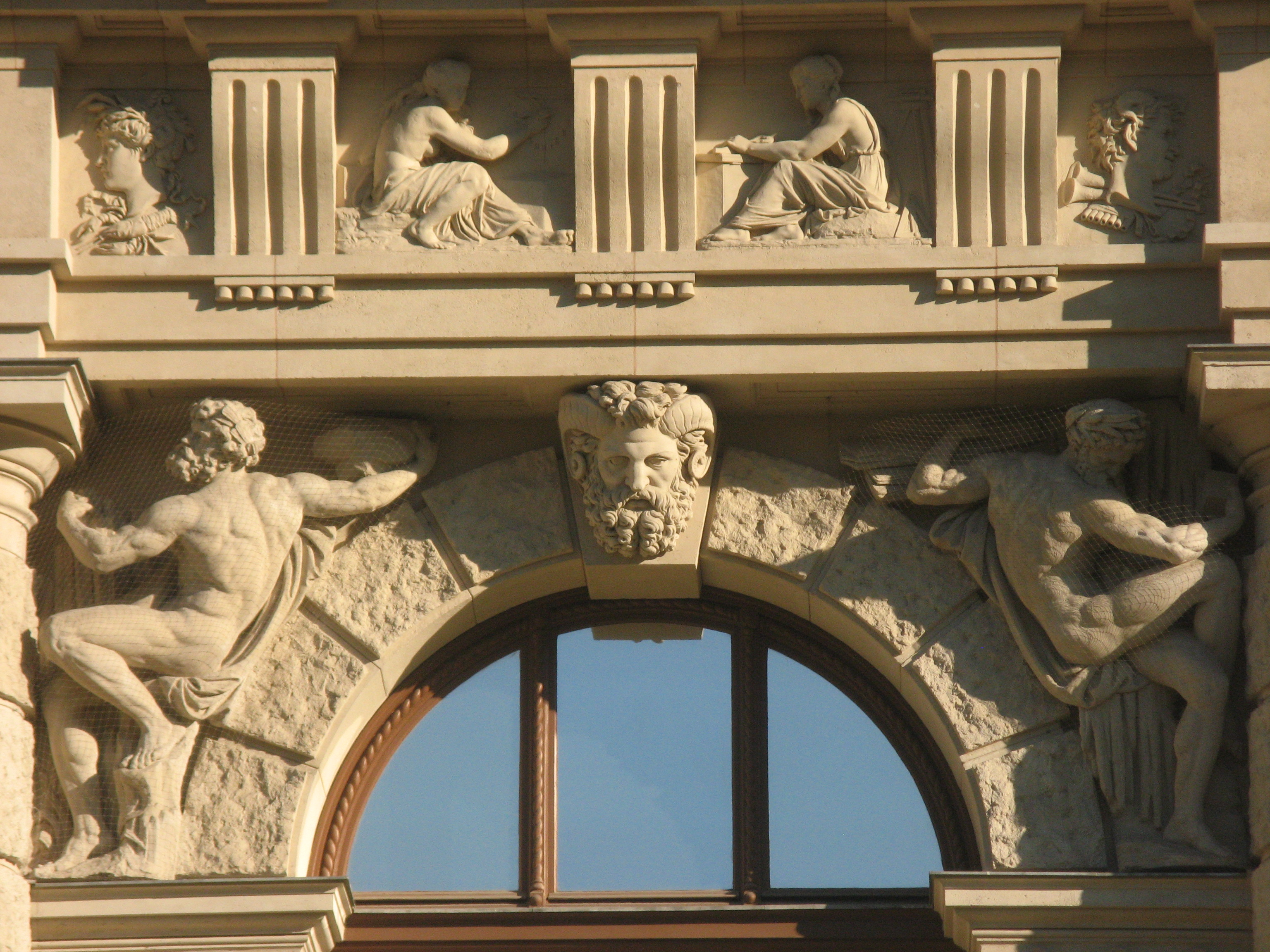
Detail vom Mittelrisalit des Naturhistorischen Museums mit Kopf des Zeus-Ammon

→ siehe Hauptartikel Naturhistorisches Museum
Das Naturhistorische Museum, dessen Hauptadresse Burgring 7 ist, ist einer der herausragendsten Prachtbauten der Ringstraßenzone. Es wurde zwischen 1871 und 1891 von den Architekten Carl von Hasenauer und Gottfried Semper im Neorenaissance-Stil errichtet. Es beherbergt eine der größten naturwissenschaftlichen Sammlungen Europas, die im Ursprung auf die Privatsammlung von Kaiser Franz I. Stephan zurückgeht. Sie besteht aus mineralogisch-petrographischen, geologisch-paläontologischen, botanischen, zoologischen, anthropologischen und prähistorischen Abteilungen. Prominentestes Sammlungsstück ist die etwa 25000 Jahre alte Venus von Willendorf.
Die Ikonologie der Fassadenplastik des Museums wurde von Gottfried Semper entwickelt. Dabei wies er die Seite zur Bellariastraße dem Tellurischen Reich zu. Das Hochparterre ist Erfindungen neuer Mittel sinnlicher Wahrnehmung gewidmet. Im Untergeschoß des Mittelrisalits befinden sich Bogenzwickelfiguren, die der Erde und dem Licht verbundene Gottheiten von Hugo Haerdtl darstellen, in den Metopenfeldern sind Genien mit Erfindungen der Antike und der Neuzeit von L. Etzmannsdorfer zu sehen. Anton Paul Wagner schuf die seitlichen Sitzfiguren der Asia und der Afrika, die Schlusssteinköpfe mit Flora, Zeus-Ammon und Vesta stammen von Carl Kundmann. Das Obergeschoß zeigt Nischenstandbilder von Reisenden der Antike und der Neuzeit, die den menschlichen Horizont erweitert haben. An der Seite zur Bellariastraße sind dies links Iason und Kolaios (beide von Alois Düll), in der Mitte Noah und Moses (beide von Alois Düll) und rechts Alexander der Große und Gaius Iulius Caesar (beide von Franz Becher). Auf der Attikabalustrade befinden sich Figuren von Vertretern eines selbständigen Strebens der Vernunft nach Erkenntnis. Es sind dies al-Masʿūdī von Emanuel Alexius Swoboda, Paulos von Aigina von Josef Anton Probst, Kosmas Indikopleustes von Robert Weigl, Oreibasios von Karl Lahner, Claudius Ptolemäus, Galenos und Plinius der Ältere von Franz Mittellechner, Pedanios Dioscurides und Strabon von Alexander Mailler, Theophrastos von Eresos von Leopold Schrödl, Aristoteles und Herodot von Josef Rößner, Empedokles und Anaxagoras von Friedrich Beer.

### Nr. 2 Palais Epstein
→ siehe Hauptartikel Palais Epstein
Das ehemalige Palais Epstein befindet sich an der Hauptadresse Dr.-Karl-Renner-Ring 1. Es wurde von Theophil von Hansen 1868–1871 im Neorenaissance-Stil geschaffen. Hier befand sich bis 1922 der Verwaltungsgerichtshof. Anschließend war es Sitz des Wiener Stadtschulrates, 1938–1945 Reichsbauamt, 1945–1955 Sowjetische Kommandantur, und seit 2004 Dependance des benachbarten Parlamentsgebäudes.

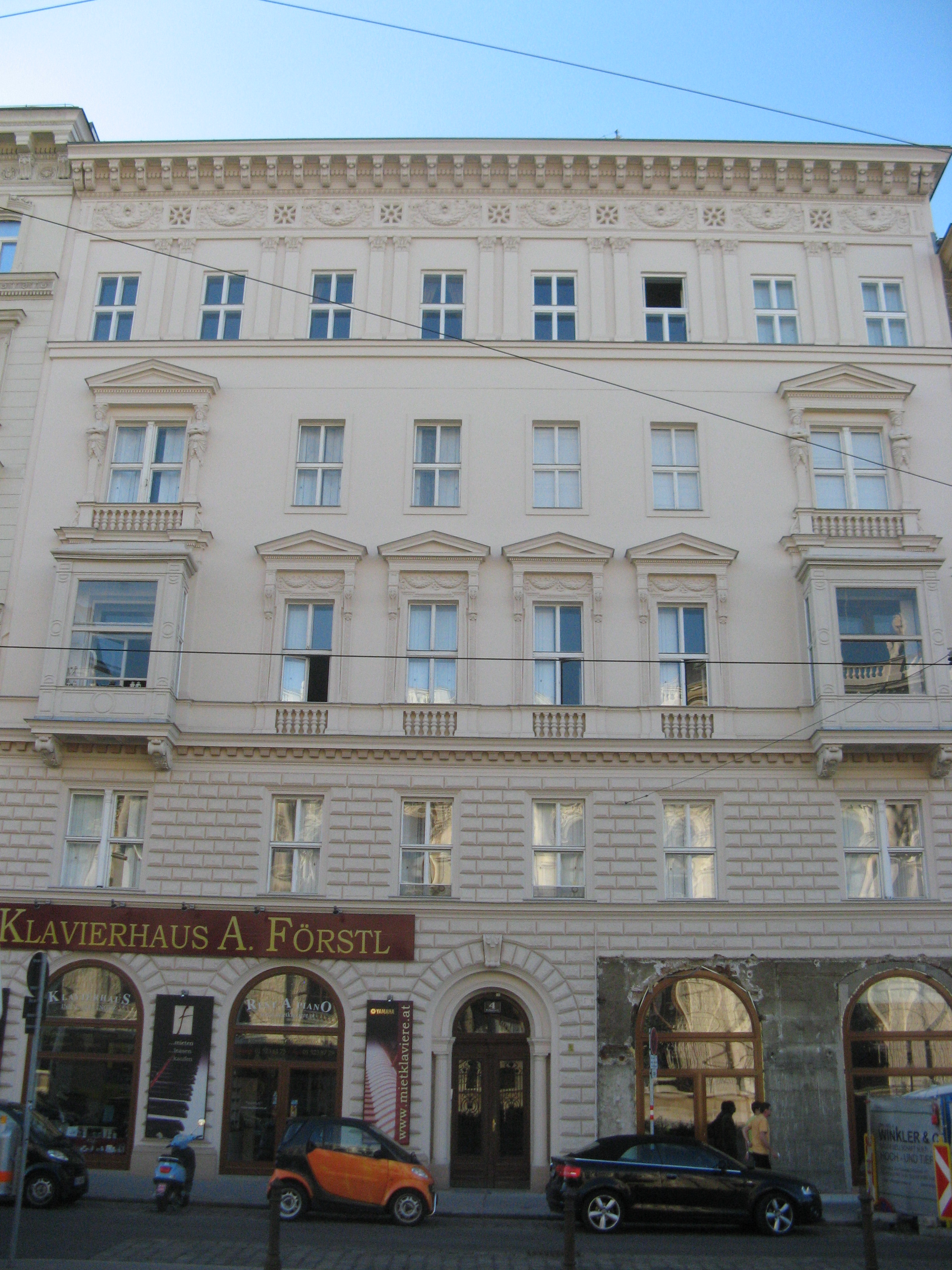
Bellariastraße Nr. 4, Wohnhaus von Otto Wagner

### Nr. 4 Wohnhaus
Das Gebäude ist ein frühes Werk von Otto Wagner, 1869/70 im historistischen Stil errichtet. Die Fassade in Formen der Neorenaissance lehnt sich an Theophil Hansen an. Die Sockelzone ist bossiert. Zwei Säulen flankieren das Rundbogenportal. Im Obergeschoß befinden sich seitliche Ädikulafenster mit Karyatidhermen über zwei Erkern. Die Attikazone weist gekoppelte Pilaster auf. Auch das Foyer ist durch Pilaster gegliedert.

### Nr. 6 Wohnhaus
Das nach drei Seiten freistehende Wohnhaus im Stil der Wiener Neorenaissance wurde 1870–1872 von Carl Schumann erbaut. Es befindet sich an der Hauptadresse Hansenstraße 2–6.

### Nr. 8 Wohnhaus
Der Baukomplex im Stil der Wiener Neorenaissance wurde 1870–1872 von Carl Schumann erbaut und bildet mit dem gegenüberliegenden Gebäude ein einheitliches Ensemble. Hier wohnte und starb der Architekt Theophil von Hansen; eine Gedenktafel erinnert an ihn. An der Seite zur Bellariastraße befindet sich ein bemerkenswertes Foyer mit geschichteten Pilastern, Arkaden und einer Kuppel zwischen Kreuzgratgewölben mit reicher Groteskenmalerei. Das Haus befindet sich an der Hauptadresse Hansenstraße 1–5.

### Nr. 10 Wohnhaus
Das Wohnhaus wurde 1870–1871 von Franz Fröhlich im Stil der Wiener Neorenaissance errichtet. Die Fassade wird von additiv aneinandergereihten Ädikulafenstern beherrscht, die außerdem noch rustizierte Seitenrisalite und Balkone aufweist. Hinter dem Rundbogenportal befindet sich ein pilastergegliedertes Foyer mit Stuckmarmorverkleidung und Stuckdecke.

### Nr. 12 Wohnhaus
Das Eckhaus zur Museumstraße gehört zum gleichen Ensemble wie Nr. 8. Es liegt an der Hauptadresse Museumstraße 2.

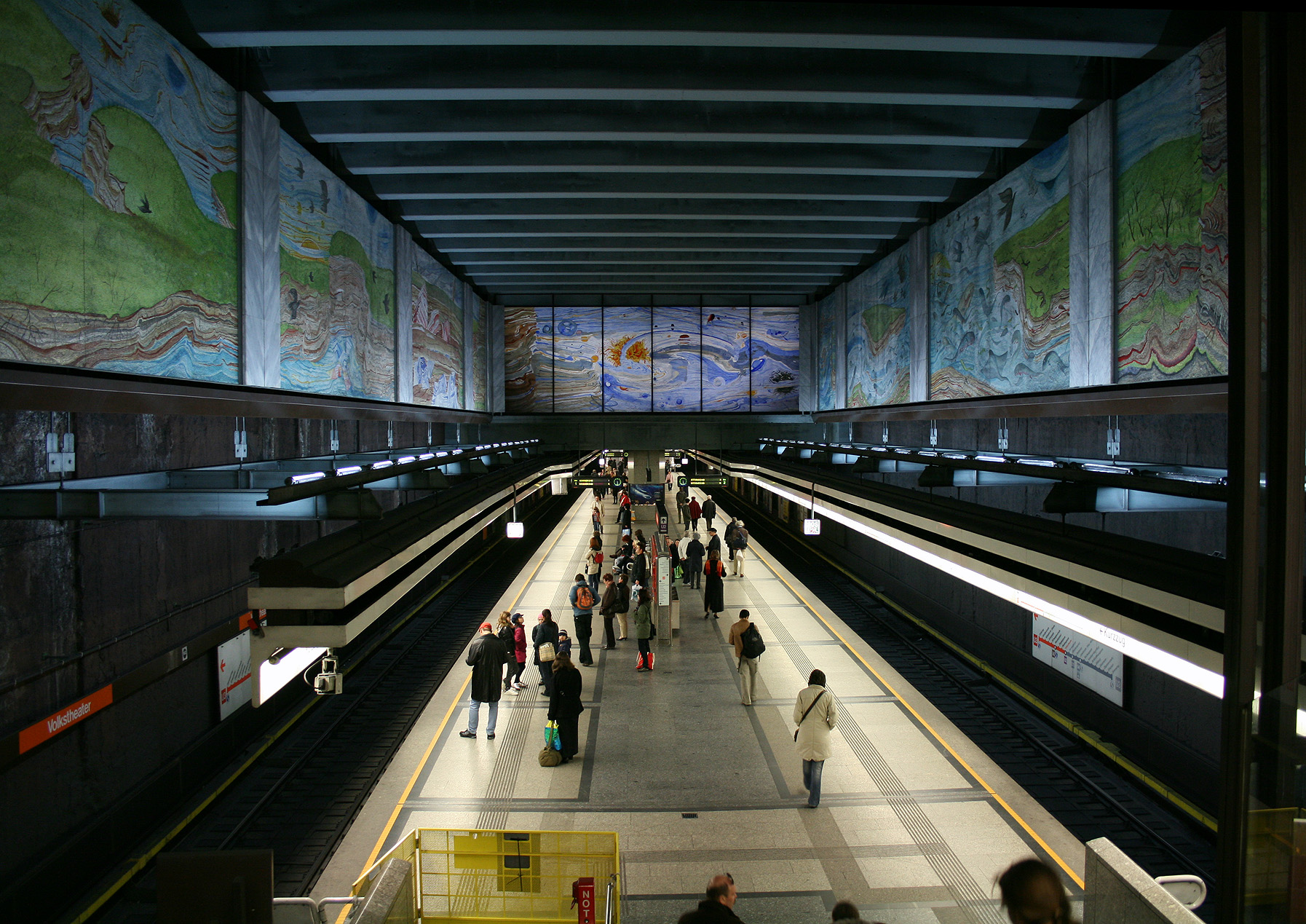
U-Bahn-Station Volkstheater der U3 mit den Mosaiken von Anton Lehmden

### Unter der Bellariastraße
→ siehe Hauptartikel U-Bahn-Station Volkstheater
Unter der Ringstraße befindet sich die 1961 erbaute Bellariapassage, die auf Höhe der Bellariastraße den Ring für Fußgänger unterquert. Am anderen Ende der Bellariastraße entstand 1966 die Station Burggasse der unterirdisch geführten Straßenbahnlinien 2, die ab 1980 zur U-Bahn-Station Volkstheater der Linie U2 wurde. In den 1980er Jahren wurde zwischen diesen beiden Polen die gleichnamige U-Bahn-Station der Linie U3 errichtet, die mit Bellariapassage und Station der U2 verbunden ist, aber tiefer als diese liegt. Sie nimmt die gesamte Länge der Bellariastraße ein. Die Station wurde 1986 großflächig von Anton Lehmden mit Mosaikbildern geschmückt, die aus 2 Millionen Smalten und gebrochenen Steinen in 200 Farbabstufungen bestehen. Das Mosaik ist Das Werden der Natur betitelt und zeigt an der Stirnwand das Entstehen des Universums aus dem Urknall und an den Längsseiten Schönheit, Werden und Vergehen der Natur.